# فرانچسکو لویاکونو
فرانچسکو لویاکونو (به ایتالیایی: Francisco Lojacono) بازیکن فوتبال اهل ایتالیا است که از سال ۱۹۵۹ میلادی عضو تیم ملی فوتبال ایتالیا بوده و در ۸ بازی ملی حضور داشته‌است. او در بازی‌های ملی‌اش ۵ گل به ثمر رساند.
فرانچسکو لویاکونو آخرین بازی ملی خود را در سال ۱۹۶۲ میلادی انجام داد.